# إريك جايلز
اريك جايلز (15 مارس 1939 في نيوزيلندا - 2 أكتوبر 1990) (بالإنجليزية: Eric Giles)‏ هو لاعب كريكت نيوزلندي.

## وصلات خارجية
- اريك جايلز على موقع إي آس بي آن كريك إنفو (الإنجليزية)